# 水船17号型
水船17号型（英語: YW-17 class yard water）は、海上自衛隊の第1種支援船。公称船型は310トン型水船。「みずぶね」と訓読みする。

## 概要
錨泊中の艦艇への真水補給、補給物資の供給を主眼として、各基地の港務隊や、大型艦の係留設備を持たない基地分遣隊などに配備されている。油船203号型をベースに真水搭載仕様としたものであり、真水タンク、給水ポンプ2基、ポンプ用動力、ホースなどを装備し、船尾に2.3トンの補給物資を搭載できるスペースを有する。新規就役・修理艦艇へ補給するため造船所に赴いたり、渇水や災害時には災害派遣任務を行うことを想定し、各種法定装備、居住区、フライヤーなどの器具も備えた簡易調理室、食堂、洗面所等を設けており、近海航洋性を有する。船内には空調設備も有するほか、珍しい点としては明かり取りの天窓が食堂に備えられている。また、満載航行時に波が打ち込み船体が沈降することを防ぐため、船首にブルワークを備える。
通常は基地の湾内で行動するが、近傍での災害派遣に投入されることもある。

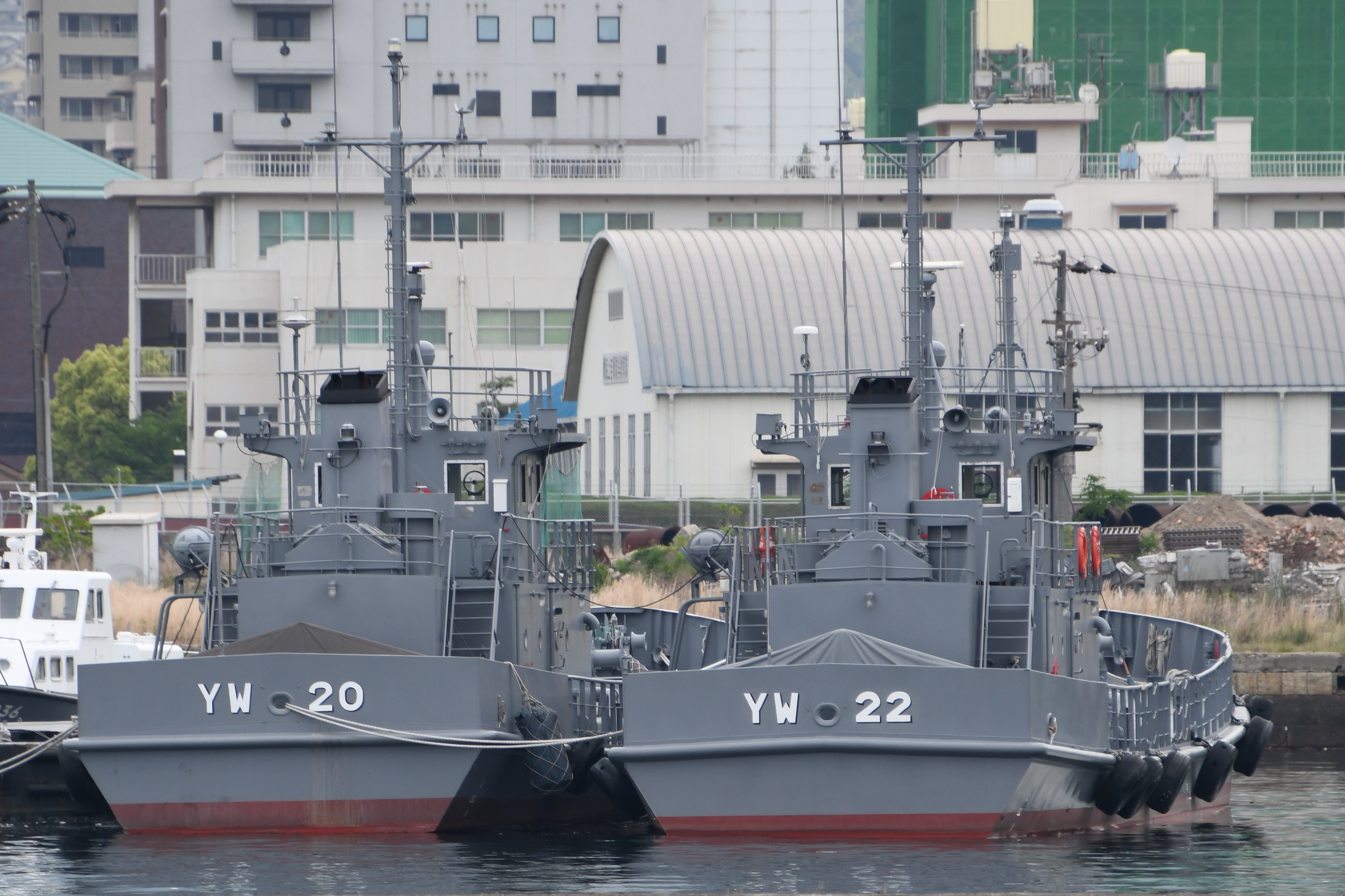
後方から見た水船20号及び22号。

## 同型船一覧
| #     | 船名     | 造船所                  | 起工           | 竣工          | 配属 退役船は除籍           |
| ----- | -------- | ----------------------- | -------------- | ------------- | --------------------------- |
| YW-17 | 水船17号 | 四国ドック              | 1988年         | 1988年9月27日 | 2022年1月21日               |
| YW-18 | 水船18号 | 前畑造船鉄工 / 前畑造船 | 1989年2月10日  | 1989年7月28日 | 2022年7月29日               |
| YW-19 | 水船19号 | 前畑造船鉄工 / 前畑造船 | 1992年7月23日  | 1992年12月2日 | 佐世保港務隊 （佐世保基地） |
| YW-20 | 水船20号 | 前畑造船鉄工 / 前畑造船 | 1994年3月10日  | 1994年9月20日 | 呉港務隊 （呉基地）         |
| YW-21 | 水船21号 | 前畑造船鉄工 / 前畑造船 | 1996年11月12日 | 1997年3月14日 | 横須賀港務隊 （横須賀基地） |
| YW-22 | 水船22号 | 臼杵造船所              | 1996年9月      | 1997年3月6日  | 呉港務隊 （呉基地）         |
| YW-23 | 水船23号 | 前畑造船                | 1999年         | 2000年3月21日 | 舞鶴港務隊 （舞鶴基地）     |
| YW-24 | 水船24号 | 前畑造船                | 1999年         | 2000年3月21日 | 横須賀港務隊 （横須賀基地） |
| YW-25 | 水船25号 | 警固屋船渠              | 2021年         | 2022年1月21日 | 大湊港務隊 （大湊基地）     |
| YW-26 | 水船26号 | 警固屋船渠              | 2022年         | 2022年7月29日 | 佐伯基地分遣隊 （佐伯基地） |